# کانوزا دی پولیا
کانوزا دی پولیا (به ایتالیایی: Canosa di Puglia) یک کومونه در ایتالیا است که در استان بارلتا-آندریا-ترانی واقع شده‌است.

## خصوصیات
کانوزا دی پولیا ۱۴۹ کیلومترمربع مساحت و ۳۱٬۲۷۱ نفر جمعیت دارد و ۱۰۵ متر بالاتر از سطح دریا واقع شده‌است.

## خواهرخوانده
شهرهای Grójec، جرینتزان کاوور، Torremaggiore، Montemilone و چرینیولا خواهرخوانده‌های کانوزا دی پولیا هستند.